# Bông Lang
Hòn Bông Lan of Bông Lau, Phú Phong is een eiland in de archipel Côn Đảo, een archipel in de Zuid-Chinese Zee. Het eiland behoort tot de provincie Bà Rịa-Vũng Tàu, een van de provincies van Vietnam. Het heeft een oppervlakte van ongeveer 0,2 km².